# Alain Rouveret
 (septembre 2024).
Alain Rouveret est un linguiste français, spécialisé dans les systèmes formels, en particulier les grammaires de Chomsky. Sa recherche porte sur la syntaxe du français, la grammaire comparée des langues romanes, la typologie des langues à verbe initial. Il a soutenu en septembre 1987, sous la direction de Maurice Gross, une thèse d'Etat intitulée Syntaxe des dépendances lexicales. Identité et identification dans la théorie syntaxique.

## Biographie
Après des études en khâgne au Lycée du Parc à Lyon, il est admis à l'École normale supérieure (Paris) en 1968. Alain Rouveret suit les cours de grammaire comparée d'Émile Benveniste à l'EPHE. Après l'agrégation, il passe l'année 1971-1972 aux États-Unis dans le cadre d'un programme d'échange avec l'Université de Harvard et assiste aux cours de linguistique dispensés au MIT. Il fait également la connaissance de Roman Jakobson. À son retour, Alain Rouveret est élu assistant à l'Université Paris VIII, où il devient professeur en 1991. En 2001, il succède à Jean-Claude Milner à l'Université Paris VII-Denis Diderot, où il enseigne jusqu'en 2013. Il a également été chargé de cours à l'ENS et à l'École Polytechnique et a enseigné dans plusieurs écoles d'été, ainsi qu'à Pékin, où il a également participé à plusieurs colloques.

## Activité scientifique
Alain Rouveret s'intéresse dans un premier temps à la syntaxe du français, en particulier aux constructions causatives, sur lesquelles il travaille avec Jean-Roger Vergnaud. Il se tourne ensuite vers des questions de syntaxe comparée et de typologie,,. Ses principales contributions théoriques sont réunies dans deux recueils, Aspects of Grammatical Architecture et Nonfinite Inquiries. Elle portent sur la grammaire de la cliticisation, la résomptivité, les phénomènes d'ellipse, la plurivocité du verbe être, la syntaxe des formes verbales non finies à travers les langues.
Il est également l'auteur d'une Syntaxe du gallois. Ce livre, qui analyse de façon détaillée le comportement syntaxique et morphologique d'une langue VSO dans les termes du modèle des "principes et paramètres", inverse la démarche habituelle dans les recherches typologiques. Plutôt que d'examiner la distribution dans un grand nombre de langues d'une propriété déterminée, afin de préciser l'extension d'un type au statut théorique incertain, il s'attache à conférer une analyse à un ensemble hétérogène de propriétés présentes dans la même langue, afin de vérifier si elles sont corrélées et si leur corrélation définit un type.  

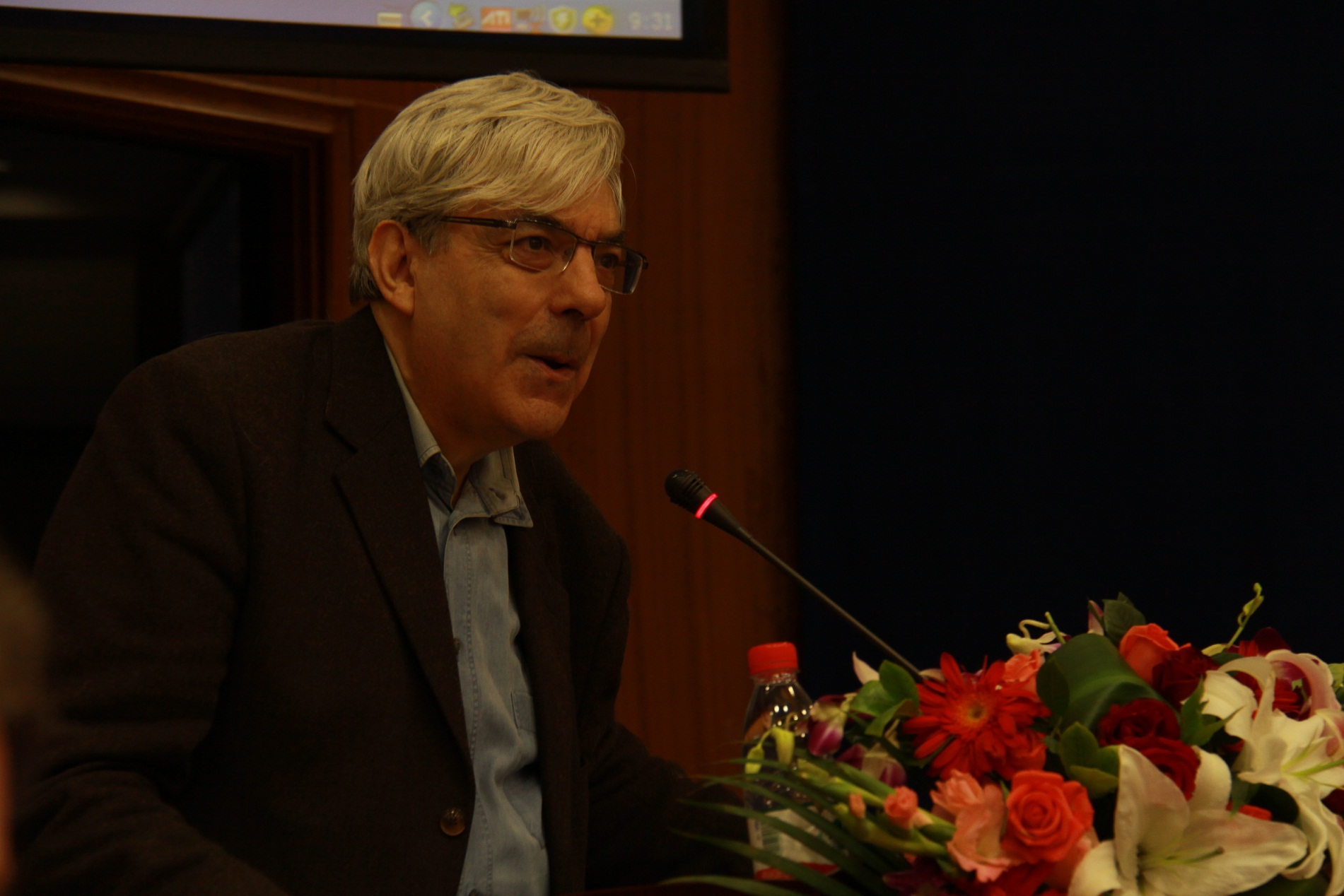
Alain Rouveret en conférence à Pékin en 2011

Alain Rouveret a écrit deux livres d'introduction, l'un au modèle des principes et paramètres (La Nouvelle Syntaxe), l'autre au programme minimaliste (Arguments Minimalistes). Il s'est également intéressé aux fondements philosophiques de la Grammaire Générative, montrant dans Le labyrinthe du langage que la singularité de la pensée de Chomsky dans le champ du savoir ne se réduit pas aux innovations théoriques qui ont fait la réputation de leur auteur, mais doit aussi être cherchée dans la relative stabilité des options philosophiques qui en constituent le fondement épistémologique et dans la relation privilégiée établie dans cette approche entre langage et cognition.
Partageant son activité entre la recherche et l'enseignement, il a obtenu en 1993 la création d'une UMR Structures formelles du langage à Paris VIII. Il a dirigé ou co-dirigé en association avec les spécialistes de ces domaines des thèses sur un nombre considérable de langues, parmi lesquelles l'arabe, le chinois, le coréen, le géorgien, le grec, l'hébreu, l'occitan, le portugais, le roumain, le vietnamien. Il a également été le garant de plusieurs habilitations à diriger des recherches.

## Publications

### Ouvrages
- La Nouvelle Syntaxe, Paris, Le Seuil, 1987.
- Syntaxe du gallois: principes généraux et typologie, Paris, CNRS Editions, 1994.
- Arguments Minimalistes, Lyon, ENS Editions, 2015.
- Aspects of Grammatical Architecture, New York, Routledge, Leading Linguists series, 2018.
- Dans le labyrinthe du langage. Langage et philosophie dans les grammaires de Chomsky, Paris, Champion, 2021.
- Nonfinite Inquiries. Materials for a comparative study of nonfinite predicative domains, Berlin, De Gruyter, 2023.

### Articles
Parmi les articles non repris dans les recueils et les livres cités ci-dessus, on peut mentionner :
- "Specifying reference to the subject", Linguistic Inquiry 11, en collaboration avec Jean-Roger Vergnaud, 1979.
- "Points de vue sur le verbe Être", dans Études sur "être" et "avoir", Alain Rouveret (éd.), Saint-Denis, Presses Universitaires de Vincennes, 1998.
- "Clitics, Subjects and Tense in European Portuguese", dans Clitics in the Languages of Europe, Henk van Riemsdijk (ed.), pp. 639-677, Berlin, Mouton-de Gruyter, 1999.
- "Les clitiques pronominaux et la périphérie gauche en ancien français", Bulletin de la Société de Linguistique de Paris 99, pp. 181-237, 2004.
- "On Case Marking", en collaboration avec Jean-Roger Vergnaud, dans Critical Concepts in Linguistics, Robert Freidin et Howard Lasnik (éd.), New York, Routledge, 2006.
- "Labeling by type", The Linguistic Review, 2024.

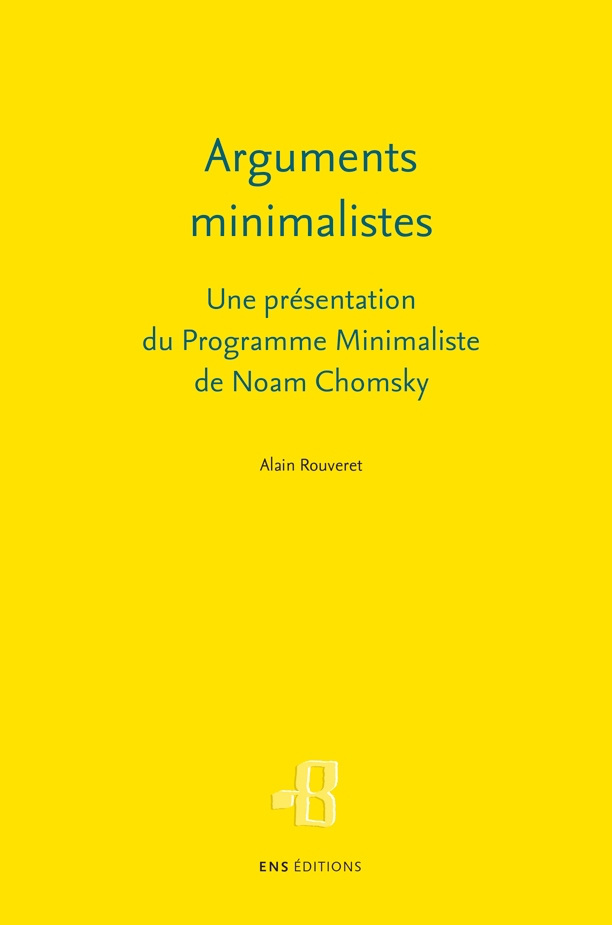
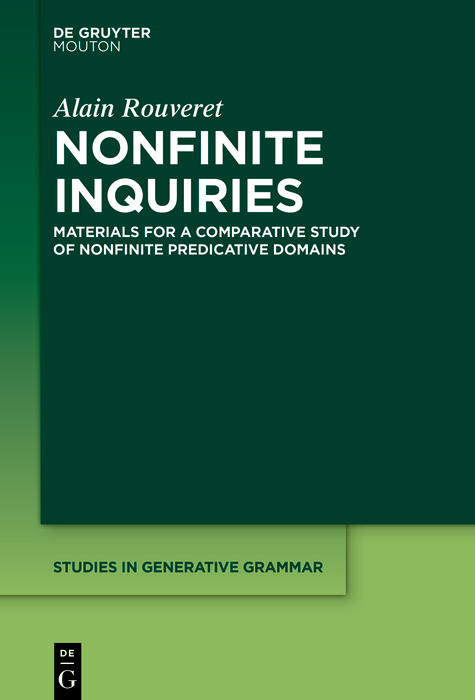
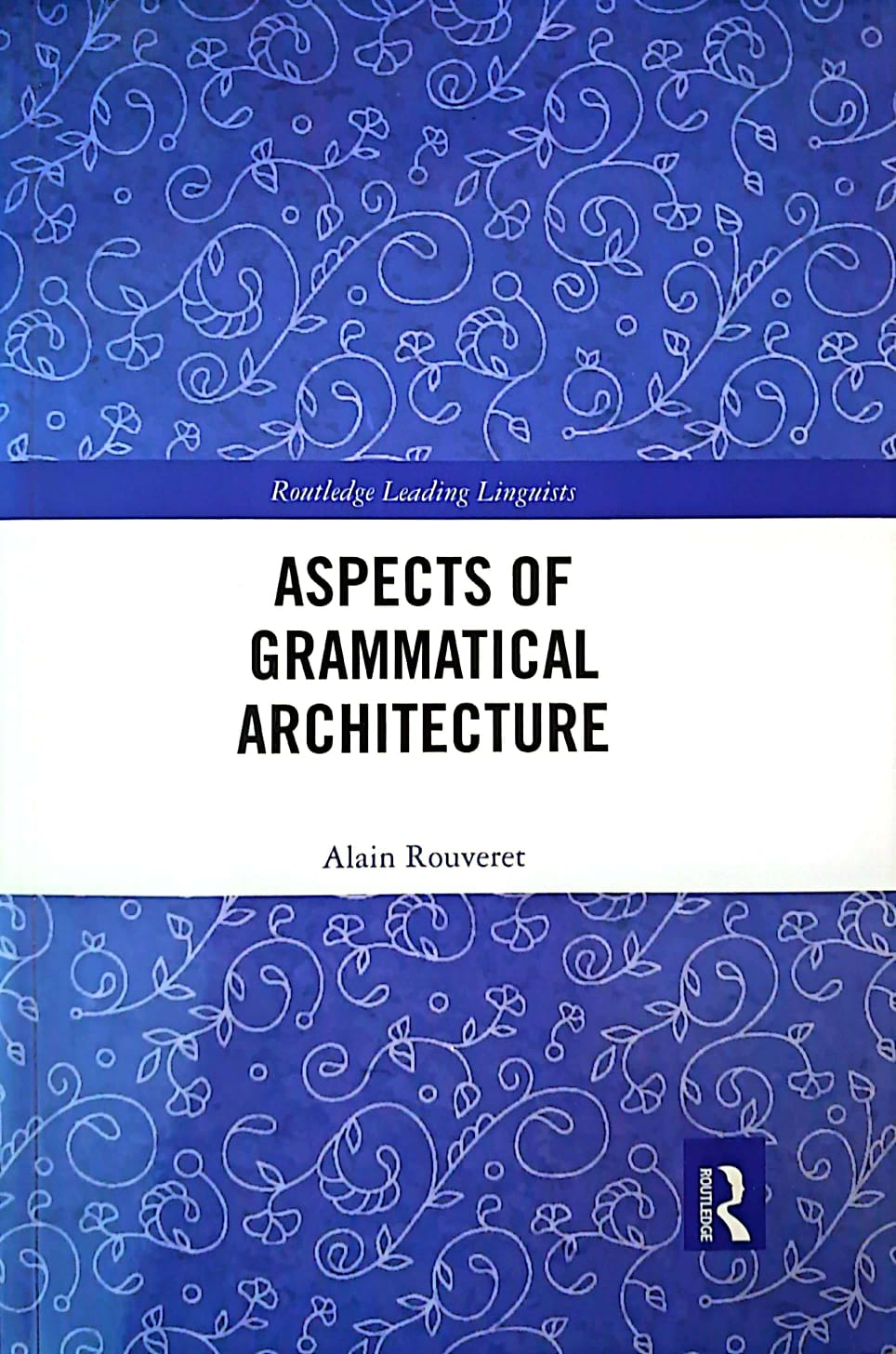
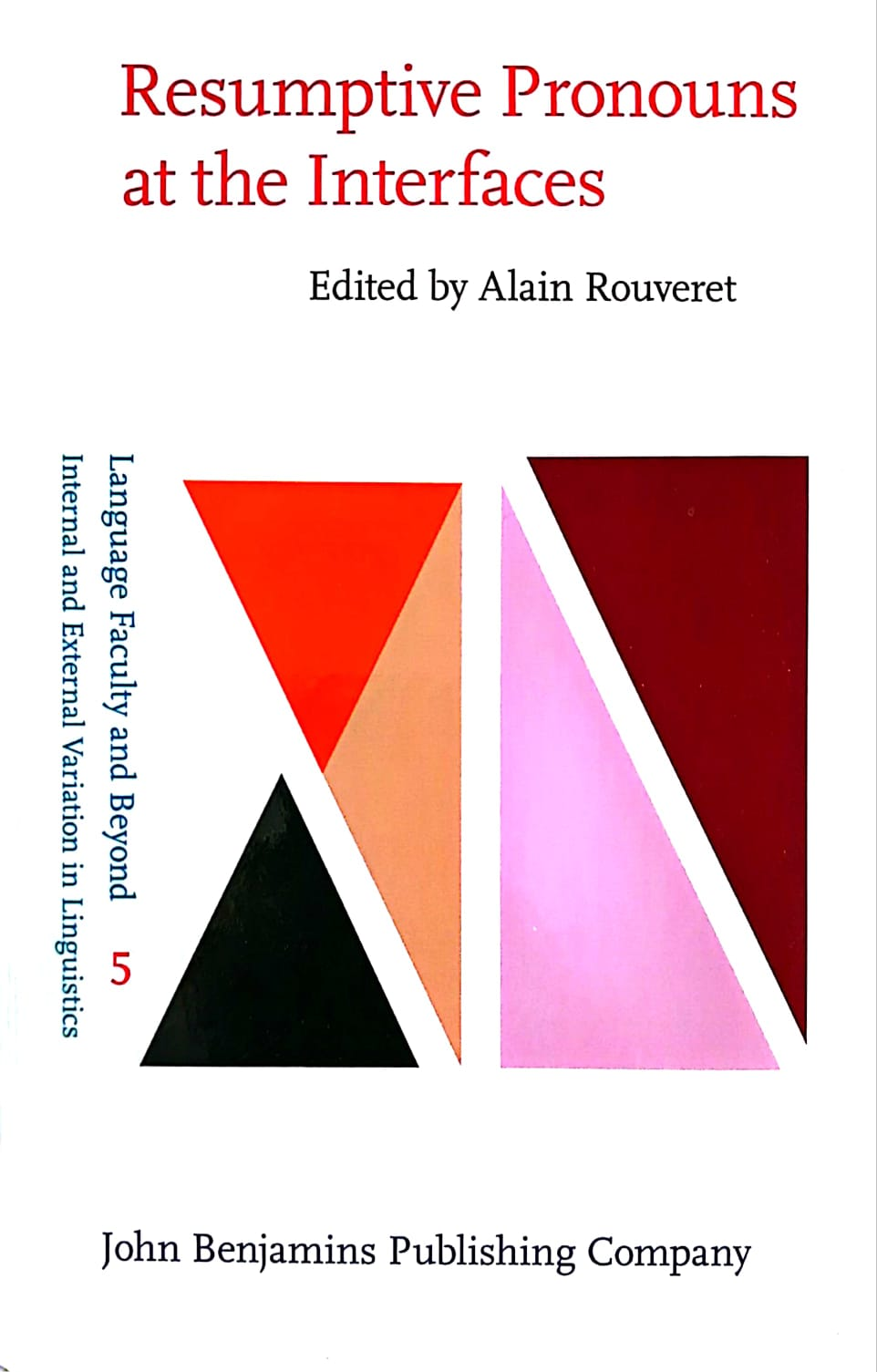